# Verfügungsrahmen
Der Verfügungsrahmen ist der Geldbetrag, über den im Rahmen von bargeldlosen Geldgeschäften verfügt werden kann, bevor eine Einschränkung greift.

## Kreditkarte
Für Zahlungen mit einer Kreditkarte bestimmt die ausstellende Bank einen Verfügungsrahmen. Zahlungen in einem bestimmten Zeitraum können nur bis zu dieser Höhe getätigt werden. Darüber hinausgehende Zahlungen sind bei einigen Anbietern möglich, wenn zuvor Guthaben auf die Kreditkarte gebucht wurde.
Die Deutsche Bahn stattete ihre BahnCard-Kreditkarten 2012 mit Bargeld-Verfügungsrahmen von 2.000 Euro/Monat und 600 Euro/Tag aus, für Bezahlungen mit einem Verfügungsrahmen in individueller Höhe von beispielsweise 800 Euro/Rechnungsperiode.
Der Verfügungsrahmen kann bei den meisten Banken auf Nachfrage hin erhöht werden. Dabei gibt es oftmals drei Möglichkeiten: Die dauerhafte Erhöhung, wenn das Limit regelmäßig nicht ausreicht, die befristete Erhöhung für einen bestimmten Zeitraum, zum Beispiel die Urlaubszeit, oder die einmalige Erhöhung, wenn eine einzelne höhere Ausgabe ansteht.
Die netbank stellt bei der Erstbeantragung einer MasterCard Standard einen Verfügungsrahmen von mindestens 1.500 EUR, bei der Mastercard Platinum von mindestens 5.500 EUR zur Verfügung, maximal bis zum Limit des Dispositionskredites, höchstens jedoch 10.000 EUR.
Bei der Santander Consumer Bank besteht ein Standard-Verfügungsrahmen von 2.000 Euro, ebenso bei der Payback VISA Card. Bei Platin-Kreditkarten ist der Verfügungsrahmen der Kreditkarte unter Umständen unbegrenzt.

## Debitkarte
Für Zahlungen mit einer Debitkarte wird auf der Karte ein Verfügungsrahmen gespeichert. Ist dieser ausgeschöpft, so erfolgt eine neue Autorisierung bei der Bank.

## Dispokredit
Der Dispokredit ist immer an ein Girokonto gebunden. Die Voraussetzung für den Kredit ist ein geregeltes Einkommen. Der Verfügungsrahmen auf dem Girokonto kann jederzeit ganz oder nur teilweise in Anspruch genommen werden. Bei der Rückzahlung verhält es sich ähnlich, es können regelmäßig kleine Beträge oder größere einmalige Beträge zurückgezahlt werden. Bei einem Dispokredit mit Verfügungsrahmen handelt es sich grundsätzlich immer um einen revolvierenden Kredit (jede Geldsumme, die zurückerstattet wurde, steht anschließend wieder zur Verfügung).